# Takumi Yamada
Takumi Yamada (japanisch 山田 拓巳 Yamada Takumi; * 25. November 1989 in der Präfektur Tokio) ist ein japanischer Fußballspieler.

## Karriere
Yamada erlernte das Fußballspielen in der Schulmannschaft der Funabashi High School. Seinen ersten Vertrag unterschrieb er 2008 bei Montedio Yamagata. Der Verein spielte in der zweithöchsten Liga des Landes, der J2 League. 2008 wurde er mit dem Verein Vizemeister der zweiten Liga und stieg in die erste Liga auf. Am Ende der Saison 2011 stieg der Verein wieder in die zweite Liga ab. 2014 erreichte er das Finale des Kaiserpokal. Am Ende der Saison 2014 stieg der Verein wieder in die erste Liga auf. Eine Saison später musste man 2015 wieder den Weg in die zweite Liga antreten.

## Erfolge
Montedio Yamagata
- Japanischer Pokalfinalist: 2014